# Air Commerz

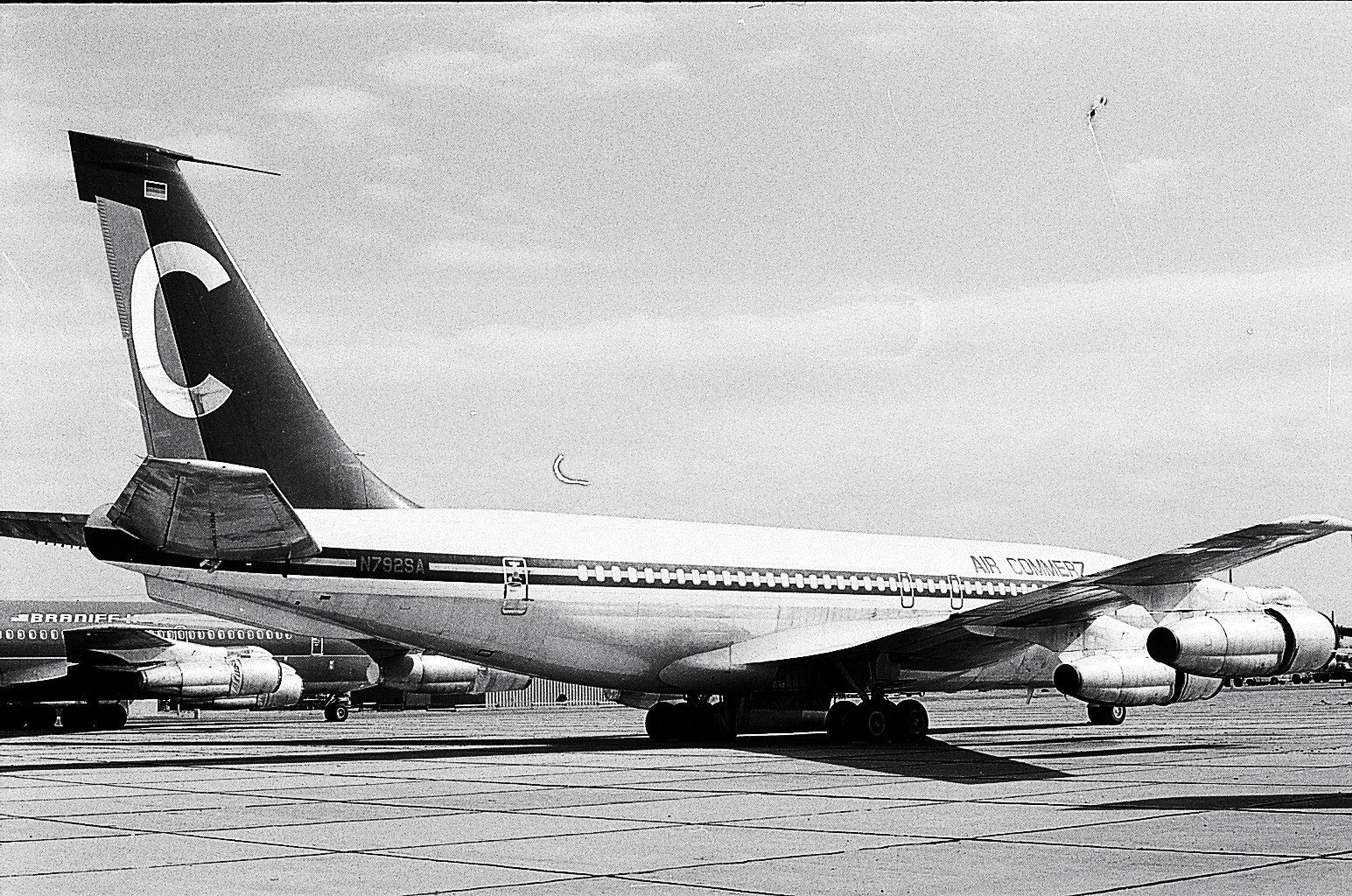
Före detta Air Commerz Boeing 707-138B D-ADAQ, parkerad på Maranas flygplats (1975)

Air Commerz var ett flygbolag från Tyskland med bas i Düsseldorf. De flög charter, mest från  Hamburg, med utländska arbetare till deras hemländer, mest till Turkiet. 
Air Commerz startades februari 1970 och började flyga juni 1970. Två Vickers Viscount 808 köptes i mars och augusti 1970. I mars och maj 1971 köptes två Boeing 707-138B. Med Viscount skötte bolaget också charterflyg med frakt. 
Den 4 september 1972 ställdes alla flygningar in. I januari 1973 begärdes bolaget i konkurs. 

## Flotta
- 2 Boeing 707-138B
- 2 Vickers Viscount 808

## Källhänvisningar